# キーブルク (スイス)
キーブルク（Kyburg）は、スイス、チューリヒ州、プフェフィコーン区にある基礎自治体。

## 歴史
キーブルクは、1027年に「Chuigeburch」として最初に言及された。

## 地理
- 面積: 7.6 km2 (2.9 sq mi)
  - 農地: 31.9%
  - 森林: 61%
  - 居住地: 5.4% - 建物、道路
  - その他: 1.7% - 川、氷河、山[4]

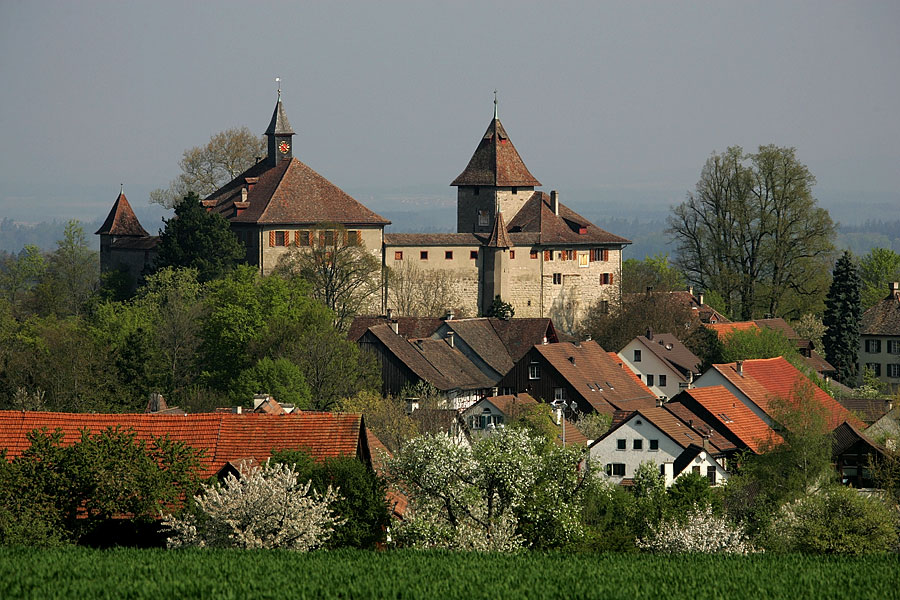
キーブルクとキーブルク城

1996年には、住居や建物が全面積の2.8%を占めており、交通・インフラは2.4%を占めていた。その他の土地では、水域（川、湖）が1.5%を占める。2007年現在、土地の2.4%では何らかの構築を経ている。
村は、トス・ヴァレーの、モラッセ石の露頭の上に構築されている。町は、その名前を冠するキーブルク城から見下ろすことができる。自治体には、エッテンハウゼン (Ettenhausen)と、BillikonやBrünggenの一部のハムレットを含んでいる。

## 人口動態
キーブルクには、31 December 2020で411の人口がある。2007年現在で、人口の7.4%は外国籍である。また、2008年現在で、49.6%が男性、50.4%が女性である。過去10年間で、人口は1.5%増加した。2000年現在、最も多くの人々 (98.5%) はドイツ語を話し、次いでセルビア・クロアチア語が0.5%、3番目に多いのはイタリア語で0.3%である。
2007年の選挙で、最多の票があったのは、47.4%のSVPである。次いで多いのが、16.6%のSPS、11.7%の緑の党、9.8%のFDP。
2000年現在の人口構成は、子供及びティーンエイジャー（0-19歳）が26.3%、大人（20-64歳）が64.4%、シニア（64歳以上）が9.3%である。スイスの国民は一般的に教育を十分に受けている。キーブルグでは、25-64歳の人口のうち約88.7%が、義務教育ではない高等学校、専門学校、大学を修了している。キーブルクには、150世帯がある。
キーブルクの失業率は1.23%で、2005年現在、25人が第一次産業で従事しており、約11の職種がある。また、第二次産業では173人が従事しており、3の職種がある。第三次産業では58人が従事しており、12の職種がある。2007年現在、有職者の47.8%はフルタイムで、52.2%はパートタイムで働いている。
2008年現在、キーブルクには、66人のカトリック教徒、222人のプロテスタント教徒がいる。2000年国勢調査では、宗教はより細かいカテゴリに分類された。censusでは、64.6%がプロテスタントのいずれかを信仰しており、59.8%がスイス改宗派教会、4.8%が他のプロテスタント教会に属する。また、17.7%はカトリックを信仰していた。残りの人口のうち、イスラム教徒は0%、その他の宗教には0.5%、宗教を持たない者が1.3%、無神論者あるいは不可知論者は15.4%であった。
下記は、歴史的な人口動態である。
| 年   | 人口 |
| ---- | ---- |
| 1634 | 148  |
| 1771 | 296  |
| 1850 | 374  |
| 1900 | 358  |
| 1950 | 386  |
| 2000 | 396  |

## 交通
チューリッヒSバーンのS26の駅、センホーフ＝キーブルク駅がある。